# Racionalització (psicologia)
La racionalització és un mecanisme de defensa que consisteix a justificar les accions (generalment les del mateix subjecte) de tal manera que eviten la censura. Es tendeix a donar amb això una «explicació lògica» als sentiments, pensaments o conductes que d'una altra manera provocarien ansietat o sentiments d'inferioritat o de culpa; d'aquesta manera una racionalització o un transformar en pseudoraonable quelcom que pot facilitar actituds negatives siguen per al mateix subjecte o per al seu proïsme. Un exemple és el cas d'una persona que empra humor càustic en una relació interpersonal, i ho justifica interpretant-lo com "joc" o "diversió", i no com una crítica o actitud agressiva. És important fer notar que, per a ser considerada racionalització, el subjecte ha de creure en la solidesa del seu argument, no utilitzant-lo com una simple excusa o engany conscient.